# Österreichischer Volleyball-Cup 2011/12 (Männer)
Der Österreichische Volleyball-Cup der Männer wurde in der Saison 2011/12 vom Österreichischen Volleyballverband zum 32. Mal ausgespielt und begann am 16. Oktober 2011 mit der ersten Runde und endete am 13. Februar 2012 mit dem Finale. Der Pokal ging an die zweite Mannschaft des UVC Graz.

## Teilnehmende Mannschaften
Für den österreichischen Volleyball-Cup haben sich anhand der Teilnahme der Ligen der Saison 2011/12 folgende 26 Mannschaften, die nach der Saisonplatzierung der 1. Bundesliga 2010/11, der Aufstiegsrunde der 1. Bundesliga 2010/11, der 2. Liga Ost 2010/11 und der 2. Liga West 2010/11 geordnet sind, qualifiziert. Teams, die als durchgestrichen gekennzeichnet sind, nahmen aus diversen Gründen nicht am Wettbewerb teil oder sind die erste Mannschaften und spielten daher nicht um den Pokal mit. Weiters konnten noch der Landescupsieger, der Landesmeister oder deren Vertreter der Saison 2010/11 teilnehmen.
| 1. Bundesliga (7) | Aufstiegsrunde zur 1. Bundesliga (4) |
| --- | --- |
| - Hypo Tirol Volleyballteam (T) (M) - SK Aich/Dob (K) - SG hotVolleys (W) (C) - SG VCA Hypo Niederösterreich (NÖ) - Union Volleyball Arbesbach (NÖ) - TSV Hartberg (ST) - UVC Graz (ST) - VBK Klagenfurt (K) - VC Jerich International (B) - SG supervolley OÖ (OÖ) - SG SVS Sokol (NÖ)             | - VC Jerich International (B) siehe 1. Bundesliga - SG Enns/Wels (OÖ) siehe 1. Bundesliga - VC Wiener Neustadt-Felixdorf (NÖ) - VC Mils (T) - SG Schwertberg/Perg/Ried (OÖ) - VC Hausmannstätten (ST) - VC Brixental (T) - SG SVS Sokol (NÖ) siehe 1. Bundesliga |
| Frühjahrsdurchgang | |
| 2. Liga Ost (8) | 2. Liga West (5) |
| - VBC Weiz (ST) - TSV Hartberg II (ST) - TJ Sokol V Wien (W) (N) - SG Sportunion Bisamberg/Hollabrunn (NÖ) (N) - VBK Klagenfurt II (K) und - UVC Graz II (ST) - SG volleyteam Südstadt/Perchtoldsdorf (NÖ) - VC Jerich International II (B) - SK Aich/Dob II (K) - The Beachelors Kindberg (ST) (N) | - UVC Ried im Innkreis (OÖ) - VC Wolfurt 1978 (V) - SG Volleyknights Vöcklabruck (OÖ) - TV Oberndorf (S) (N) - SG Enns/Wels II (OÖ) - PSV VBG Salzburg (S) |
| Landescupsieger und Landesmeister (2) | |
| - VC Mieming (T) | - SU Leonhofen (NÖ) |
| Erläuterungen Länderkürzel: (B): Burgenland, (K): Kärnten, (OÖ): Oberösterreich, (NÖ): Niederösterreich, (S): Salzburg, (ST): Steiermark, (T): Tirol, (W): Wien, (V): Vorarlberg | |

| (M) | amtierender Meister      |
| (C) | amtierender Cupsieger    |
| (N) | Neuaufsteiger der Saison |

## Turnierverlauf

### Vorrunde
| Datum             | Team 1                                | Team 2                                                         | Ergebnis                                |
| ----------------- | ------------------------------------- | -------------------------------------------------------------- | --------------------------------------- |
| 16.10.2011, 14:00 | VC Wolfurt 1978                       | Hypo Tirol Volleyballteam                                      | 3:1 (25:20, 25:18, 18:25, 25:22)        |
| 16.10.2011, 17:00 | VBC Weiz                              | SG Union Bisamberg/Hollabrunn 3:1 (25:23, 25:20, 19:25, 25:21) |                                         |
| 16.10.2011, 17:00 | VC Jerich International               | Union Volleyball Arbesbach                                     | 1:3 (25:18, 13:25, 23:25, 20:25)        |
| 16.10.2011, 17:00 | UVC Graz II                           | SK Aich/Dob II                                                 | 3:0 (25:22, 25:19, 25:14)               |
| 16.10.2011, 17:00 | SG volleyteam Südstadt/Perchtoldsdorf | SG VCA Hypo Niederösterreich                                   | 2:3 (25:17, 25:19, 24:26, 23:25, 12:15) |
| 16.10.2011, 17:00 | VC Mieming                            | UVC Ried im Innkreis                                           | 3:0 (25:22, 25:11, 25:23)               |
| 16.10.2011, 17:00 | The Beachelors Kindberg               | TSV Hartberg II                                                | 0:3 (20:25, 17:25, 15:25)               |
| 16.10.2011, 17:00 | VC Hausmannstätten                    | VBK Klagenfurt II                                              | 3:1 (25:22, 19:25, 25:18, 25:23)        |
| 16.10.2011, 17:00 | SG Enns/Wels II                       | VC Gewerbepark Mils                                            | 0:3 (19:25, 11:25, 15:25)               |
| 16.10.2011, 17:30 | PSV VBG Salzburg                      | TV Oberndorf                                                   | 3:2 (15:25, 26:24, 22:25, 28:26, 15:8)  |

### Achtelfinale
Folgende sechs Vereine stiegen in das Achtelfinale ein:
VC Brixental, SG SVS Sokol, SG Schwertberg/Perg/Ried, SG Enns/Wels, SU Leonhofen und SG hotVolleys
| Datum             | Team 1                     | Team 2                       | Ergebnis                                |
| ----------------- | -------------------------- | ---------------------------- | --------------------------------------- |
| 06.11.2011, 16:00 | VC Brixental               | TSV Hartberg II              | 0:3 (19:25, 15:25, 22:25)               |
| 06.11.2011, 17:00 | SG SVS Sokol               | VC Wolfurt                   | 3:2 (21:25, 21:25, 25:23, 26:24, 15:7)  |
| 06.11.2011, 17:00 | PSV VBG Salzburg           | VBC Weiz                     | 0:3 (23:25, 23:25, 24:26)               |
| 06.11.2011, 17:00 | SG Schwertberg/Perg/Ried   | VC Gewerbepark Mils          | 1:3 (25:21, 19:25, 19:25, 18:25)        |
| 06.11.2011, 17:00 | VC Mieming                 | UVC Graz II                  | 0:3 (8:25, 17:25, 16:25)                |
| 06.11.2011, 17:00 | SU Leonhofen               | SG hotVolleys                | 0:3 (14:25, 19:25, 9:25)                |
| 06.11.2011, 17:00 | VC Hausmannstätten         | SG VCA Hypo Niederösterreich | 3:2 (20:25, 25:13, 18:25, 25:21, 15:10) |
| 27.11.2011, 17:00 | Union Volleyball Arbesbach | SG Enns/Wels                 | 3:0 (25:20, 29:27, 25:20)               |

### Viertelfinale
| Datum             | Team 1             | Team 2                     | Ergebnis                                |
| ----------------- | ------------------ | -------------------------- | --------------------------------------- |
| 18.12.2011, 16:00 | UVC Graz II        | VC Gewerbepark Mils        | 3:1 (25:8, 25:18, 20:25, 25:15)         |
| 06.01.2012, 17:30 | VC Hausmannstätten | SG hotVolleys              | 0:3 (22:25, 18:25, 19:25)               |
| 06.01.2012, 18:30 | VBC Weiz           | Union Volleyball Arbesbach | 1:3 (19:25, 25:20, 19:25, 21:25)        |
| 15.01.2012, 17:30 | SG SVS Sokol       | TSV Hartberg II            | 3:2 (18:25, 25:22, 20:25, 25:15, 16:14) |

### Halbfinale
| Datum             | Team 1                     | Team 2        | Ergebnis                                |
| ----------------- | -------------------------- | ------------- | --------------------------------------- |
| 22.01.2012, 16:15 | SG SVS Sokol               | UVC Graz II   | 0:3 (22:25, 21:25, 20:25)               |
| 22.01.2012, 17:00 | Union Volleyball Arbesbach | SG hotVolleys | 3:2 (19:25, 25:17, 25:19, 19:25, 19:17) |

### Finale
| Datum             | Team 1      | Team 2                     | Ergebnis                         |
| ----------------- | ----------- | -------------------------- | -------------------------------- |
| 13.02.2012, 20:15 | UVC Graz II | Union Volleyball Arbesbach | 3:1 (20:25, 25:16, 25:21, 25:20) |